# Feliniopsis consummata
Feliniopsis consummata là một loài bướm đêm trong họ Noctuidae.